# 塔利亞卡良卡山
14°35′09″S 72°32′31″W / 14.58583°S 72.54194°W
塔利亞卡良卡山（T'alla Kallanka），是秘魯的山峰，位於該國南部阿普里馬克大區，由安塔班巴省的奧羅佩薩區負責管轄，屬於萬索山脈的一部分，海拔高度5,000米。